# Cudahy (Califòrnia)
Cudahy és una ciutat dels Estats Units a l'estat de Califòrnia. Segons el cens del January 1, 2010 tenia 26.029 habitants.

## Demografia
Segons el cens del 2000, Cudahy tenia 24.208 habitants, 5.419 habitatges, i 4.806 famílies. La densitat de població era de 8.345,3 habitants/km².
Dels 5.419 habitatges en un 66% hi vivien nens de menys de 18 anys, en un 57,6% hi vivien parelles casades, en un 21,7% dones solteres, i en un 11,3% no eren unitats familiars. En el 8,1% dels habitatges hi vivien persones soles el 3,5% de les quals corresponia a persones de 65 anys o més que vivien soles. El nombre mitjà de persones vivint en cada habitatge era de 4,47 i el nombre mitjà de persones que vivien en cada família era de 4,58.
Per edats la població es repartia de la següent manera: un 39,9% tenia menys de 18 anys, un 12,4% entre 18 i 24, un 32,3% entre 25 i 44, un 11,7% de 45 a 60 i un 3,7% 65 anys o més.
L'edat mediana era de 24 anys. Per cada 100 dones de 18 o més anys hi havia 97,4 homes.
La renda mediana per habitatge era de 29.040 $ i la renda mediana per família de 28.833 $. Els homes tenien una renda mediana de 19.149 $ mentre que les dones 16.042 $. La renda per capita de la població era de 8.688 $. Entorn del 26,4% de les famílies i el 28,3% de la població estaven per davall del llindar de pobresa.

## Poblacions més properes
El següent diagrama mostra les poblacions més properes.